# VakıfBank SK
VakıfBank Sports Club (tiếng Thổ Nhĩ Kỳ: VakıfBank Spor Kulübü) là một câu lạc bộ bóng chuyền nữ Thổ Nhĩ Kỳ có trụ sở tại Istanbul, Thổ Nhĩ Kỳ. Được thành lập vào năm 1986, VakıfBank SK hiện là một trong những câu lạc bộ bóng chuyền nữ hay nhất thế giới, và cho đến nay đã vô địch thế giới ba lần và Vô địch châu Âu bốn lần.
Từ ngày 23 tháng 10 năm 2012 đến ngày 22 tháng 1 năm 2014, câu lạc bộ đã có chuỗi 73 trận thắng liên tiếp trong tất cả các giải thi đấu chính thức trong nước và quốc tế, đã được ghi trong Sách Kỷ lục Guinness như là kỷ lục thế giới. VakıfBank đã thắng tất cả 52 trận đấu trong mùa giải 2012–13, và tất cả 51 trận đấu chính thức trong năm 2013. VakıfBank có một mùa giải hoàn hảo khi giành được cả năm danh hiệu vô địch trong mùa giải 2012–13, là câu lạc bộ duy nhất trong lịch sử bóng chuyền đạt được thành tích vô song này.

## Lịch sử
Được thành lập sau khi sáp nhập hai đội bóng chuyền là VakıfBank và Güneş Sigorta. VakıfBank ban đầu có trụ sở tại Ankara nhưng sau khi sáp nhập thì đã dời đến Istanbul. Cái tên theo thế cũng thay đổi lần lượt là VakıfBank Güneş Sigorta, VakıfBank Güneş Sigorta Türk Telekom (VGSTT), VakıfBank Türk Telekom và VakıfBank.
VakıfBank đã giành được 4 danh hiệu Vô địch châu Âu (CEV Champions League) vào các năm 2011, 2013, 2017 và 2018. Họ cũng là nhà vô địch châu Âu duy nhất bất bại trong lịch sử. Câu lạc bộ cũng đã giành vị trí Á quân của giải đấu này vào các năm 1998 và 1999. Họ cũng 3 lần Vô địch thế giới trong các năm 2013, 2017 và 2018; 1 danh hiệu CEV Cup vào năm 2004; 1 danh hiệu CEV Challenge Cup năm 2008; 1 lần giành vị trí Á quân Giải vô địch thế giới năm 2011, 1 lần giành vị trí thứ ba tại Confederation Cup năm 2000.
Câu lạc bộ được dẫn dắt bởi huấn luyện viên người Ý Giovanni Guidetti. VakıfBank đã thắng cả 47 trận trong mùa giải 2012–13 tại tất cả các đấu trường bao gồm Giải vô địch châu Âu (12 trận), Giải vô địch Thổ Nhĩ Kỳ (29 trận) và Cúp quốc gia (6 trận). Sau mùa giải đó, đội bóng vẫn giữ được hầu hết các tuyển thủ và ban huấn luyện cho mùa giải 2013-14 với sự tăng cường khi Jelena Nikolić trở lại thi đấu sau một năm nghỉ thi đấu, Carolina Costagrande chuyển đến từ Quảng Đông Hằng Đại, và tuyển thủ Nhật Bản Saori Kimura chuyển đến đển thay cho Małgorzata Glinka-Mogentale chuyển về quê nhà Ba Lan thi đấu cho KPS Chemik Police vì lý do gia đình.
Từ ngày 23 tháng 10 năm 2012 đến ngày 22 tháng 1 năm 2014, VakıfBank đã giành được 74 chiến thắng liên tiếp trong tất cả các giải thi đấu chính thức và đã được ghi trong Sách Kỷ lục Guinness vì thành tích này. Trong chiến công này, họ giành được cả năm danh hiệu bao gồm vô địch thế giới, Vô địch châu Âu và cú ăn ba giải đấu quốc nội là Giải vô địch Thổ Nhĩ Kỳ, Cúp quốc gia Thổ Nhĩ Kỳ, Siêu cúp Thổ Nhĩ Kỳ. Trận đấu của họ cuối cùng kết thúc chuỗi thành tích thi đấu ấn tượng này là vào ngày 27 tháng 1 năm 2014, trong trận đấu với đối thủ Fenerbahçe.
Kể từ năm 2016, câu lạc bộ này thi đấu các trận trên sân nhà tại Cung thể thao VakıfBank (VakıfBank Spor Sarayı) tại Istanbul có sức chứa 2.000 khán giả.

## Đội hình
Đội hình mùa giải 2019–20
Huấn luyện viên:  Giovanni Guidetti
| Số áo | Tên                      | Ngày sinh            | Chiều cao | Vị trí            | Quốc tịch  |
| ----- | ------------------------ | -------------------- | --------- | ----------------- | ---------- |
| 1     | Gizem Örge               | 26 tháng 4 năm 1993  | 1,70      | Libero            | Thổ Nhĩ Kỳ |
| 3     | Cansu Özbay              | 17 tháng 10 năm 1996 | 1,82      | Chuyền 2          | Thổ Nhĩ Kỳ |
| 4     | Tuğba Şenoğlu            | 2 tháng 2 năm 1998   | 1,84      | Tay đập biên trái | Thổ Nhĩ Kỳ |
| 5     | Ayça Aykaç               | 27 tháng 2 năm 1996  | 1,75      | Libero            | Thổ Nhĩ Kỳ |
| 6     | Kübra Çalışkan           | 13 tháng 10 năm 1994 | 1,97      | Tay chắn giữa     | Thổ Nhĩ Kỳ |
| 8     | Melis Gürkaynak (C)      | 20 tháng 4 năm 1990  | 1,85      | Tay chắn giữa     | Thổ Nhĩ Kỳ |
| 9     | Meliha İsmailoğlu        | 17 tháng 11 năm 1993 | 1,88      | Tay đập biên trái | Thổ Nhĩ Kỳ |
| 10    | Gabriela Guimarães       | 19 tháng 5 năm 1994  | 1,80      | Tay đập biên trái | Brasil     |
| 11    | Isabelle Haak            | 11 tháng 7 năm 1999  | 1,94      | Tay đập biên phải | Thụy Điển  |
| 13    | Michelle Bartsch-Hackley | 12 tháng 2 năm 1990  | 1.93      | Tay đập biên trái | Hoa Kỳ     |
| 14    | Gözde Yılmaz             | 9 tháng 9 năm 1991   | 1.95      | Tay đập biên phải | Thổ Nhĩ Kỳ |
| 16    | Milena Rašić             | 25 tháng 10 năm 1990 | 1,93      | Tay chắn giữa     | Serbia     |
| 17    | Maja Ognjenovic          | 6 tháng 8 năm 1984   | 1,83      | Chuyền 2          | Serbia     |
| 18    | Zehra Güneş              | 7 tháng 7 năm 1999   | 1,97      | Tay chắn giữa     | Thổ Nhĩ Kỳ |

| Mùa giải 2016–17 | Mùa giải 2016–17     | Mùa giải 2016–17     | Mùa giải 2016–17 | Mùa giải 2016–17  | Mùa giải 2016–17 |
| Số áo            | Tên                  | Ngày sinh            | Chiều cao        | Vị trí            | Quốc tịch        |
| ---------------- | -------------------- | -------------------- | ---------------- | ----------------- | ---------------- |
| 1                | Gizem Örge           | 26 tháng 4 năm 1993  | 1,70             | Libero            | Thổ Nhĩ Kỳ       |
| 2                | Gözde Kırdar         | 26 tháng 6 năm 1985  | 1,83             | Tay đập biên trái | Thổ Nhĩ Kỳ       |
| 3                | Cansu Özbay          | 17 tháng 10 năm 1996 | 1,82             | Chuyền 2          | Thổ Nhĩ Kỳ       |
| 5                | Zhu Ting             | 29 tháng 11 năm 1994 | 1,98             | Tay đập biên trái | Trung Quốc       |
| 6                | Kübra Çalışkan       | 13 tháng 10 năm 1994 | 1,97             | Tay chắn giữa     | Thổ Nhĩ Kỳ       |
| 8                | Melis Gürkaynak      | 20 tháng 4 năm 1990  | 1,85             | Tay chắn giữa     | Thổ Nhĩ Kỳ       |
| 9                | Ayça Aykaç           | 27 tháng 2 năm 1996  | 1,75             | Libero            | Thổ Nhĩ Kỳ       |
| 10               | Lonneke Slöetjes     | 15 tháng 11 năm 1990 | 1,92             | Tay đập biên phải | Hà Lan           |
| 11               | Naz Aydemir Akyol    | 14 tháng 8 năm 1990  | 1,86             | Chuyền 2          | Thổ Nhĩ Kỳ       |
| 12               | Özge Nur Yurtdagülen | 6 tháng 8 năm 1993   | 1,93             | Tay chắn giữa     | Thổ Nhĩ Kỳ       |
| 13               | Chiara Di Iulio      | 5 tháng 5 năm 1985   | 1,84             | Tay đập biên trái | Ý                |
| 14               | Melis Durul          | 21 tháng 10 năm 1993 | 1,85             | Tay đập biên phải | Thổ Nhĩ Kỳ       |
| 15               | Kimberly Hill        | 30 tháng 11 năm 1989 | 1,94             | Tay đập biên trái | Hoa Kỳ           |
| 16               | Milena Rašić         | 25 tháng 10 năm 1990 | 1.93             | Tay chắn giữa     | Serbia           |
| 17               | Cansu Çetin          | 26 tháng 5 năm 1993  | 1,83             | Tay đập biên trái | Thổ Nhĩ Kỳ       |

## Danh hiệu

### Quốc tế
- Giải vô địch các câu lạc bộ bóng chuyền nữ thế giới FIVB
  - Vô địch (3): 2013, 2017, 2018
  - Á quân (1): 2011
  - Hạng ba (1): 2016
- Giải vô địch bóng chuyền nữ CEV
  - Vô địch (4): 2011, 2013, 2017, 2018
  - Á quân (4): 1998, 1999, 2014, 2016
  - Hạng ba (1): 2015
- CEV Cup
  - Vô địch (1): 2004
- CEV Challenge Cup
  - Vô địch (1): 2008
- Giải bóng chuyền nữ quốc tế các câu lạc bộ hàng đầu
  - Vô địch (1): 2008

### Trong nước
- Giải vô địch bóng chuyền nữ Thổ Nhĩ Kỳ
  - Vô địch (11): 1992, 1993, 1997, 1998, 2004, 2005, 2013, 2014, 2016, 2018, 2019
- Cúp quốc gia
  - Vô địch (6): 1995, 1997, 1998, 2013, 2014, 2018
- Siêu cúp Thổ Nhĩ Kỳ
  - Vô địch (3): 2013, 2014, 2017
  - Á quân (3): 2010, 2015, 2018

## Vận động viên đáng chú ý
| Tiêu chí |
| --- |
| Để xuất hiện trong phần này, vận động viên phải có ít nhất một trong các tiêu chí: - Chơi ít nhất một mùa cho câu lạc bộ. - Thiết lập một kỷ lục câu lạc bộ hoặc giành được một giải thưởng cá nhân trong khi ở câu lạc bộ. - Chơi ít nhất một trận đấu quốc tế chính thức cho đội tuyển quốc gia. - Đã thi đấu rất thành công trong khoảng thời gian trong câu lạc bộ hoặc ở giai đoạn sau / trước đó. |

- Carolina Costagrande (2013-2015)
- Elitsa Vasileva (2014-2015)
- Debby Stam (2009-2010)
- Małgorzata Glinka-Mogentale (2010-2013)
- Maja Poljak (2009-2011)
- Kinga Maculewicz (2008-2010)
- Yuliya Svistina (2001-2002)
- Nadezhda Shopova (2001-2002)
- Annerys Vargas (2007-2008)
- Sylvia Roll (2007-2008)
- Angelina Grün (2008-2009)
- Christiane Fürst (2011-2014)
- Jelena Nikolić (2008-2012/2013-2014)
- Jovana Brakočević (2012-2014)
- Milena Rašić (2014-)
- Maja Ognjenović (2019-)
- Neslihan Demir (2002-2006/2008-2010)
- Polen Uslupehlivan (2008-2010/2012-2014)
- Arzu Göllü (2007-2010)
- Özge Kırdar Çemberci (2008-2012)
- Nilay Özdemir (2009-2012)
- Elif Ağca Öner (2001-2007/2008-2009)
- Gizem Güreşen (2009-2015)
- Bahar Toksoy (2007-2015)
- Ergül Avcı (2011-2013)
- Aysun Özbek (1996-2008)
- Güldeniz Önal (2008-2015)
- Hilma Caldeira (1999-2002)
- Tatiana Alves Dos Santos (2005-2006)
- Nikolle Del Rio Correa (2006-2007)
- Sheilla Castro (2014-2016)
- Gabriela Guimarães (2019-)
- Debby Stam (2009-2010)
- Robin de Kruijf (2014-2016)
- Anne Buijs (2015-2016)
- Lonneke Slöetjes (2015-2019)
- Phan Văn Lệ (2001-2002)
- Chu Đình (2016-2019)
- Saori Kimura (2012-2013)
- Kimberly Hill (2015-2017)
- Kelsey Robinson (2017-2019)
- Isabelle Haak (2019-)